# Hóa Thanh
Hóa Thanh là một xã thuộc huyện Minh Hóa, tỉnh Quảng Bình, Việt Nam.
Xã Hóa Thanh có diện tích 31,06 km², dân số năm 2019 là 1.474 người, mật độ dân số đạt 48 người/km².